# Mélanie Gourarier
Pour les articles homonymes, voir Gourarier.
Mélanie Gourarier est une anthropologue française, spécialisée dans les questions de genre et de sexualité. Depuis 2017, elle est chargée de recherche au CNRS.

## Biographie
Mélanie Gourarier soutient en 2012 une thèse de doctorat en anthropologie sociale à l’École des hautes études en sciences sociales, intitulée Séduire les femmes pour s’apprécier entre hommes. Une ethnographie des sociabilités masculines au sein de la Communauté de la séduction en France.
Mélanie Gourarier est enseignante au sein du master Genre, politique et sexualité de l’École des hautes études en sciences sociales et ATER à l’université du Maine. Depuis 2017, elle est chargée de recherche au CNRS.
Ses recherches s'orientent principalement sur la question du genre, l’anthropologie de la parenté et de la paternité, les rapports de pouvoir, l’hégémonie et les usages de la génétique et la bioéthique. Dans le cadre du programme ETHOPOL, financé par l’Agence nationale de la recherche de 2015 à 2019 et hébergé à l’Université Toulouse-Jean-Jaurès, elle mène des recherches sur l’encadrement et la communication des tests ADN de paternité afin d'étudier le doute dans les manières de déterminer la filiation.
Elle est membre de l'Association française des anthropologues.

## Publications
En 2010, Mélanie Gourarier publie un ouvrage consacré à Niki de Saint Phalle. Elle s'intéresse principalement à l'œuvre dite du « Jardin des Tarots » installée en Toscane, à laquelle l'artiste se consacra totalement pendant près de vingt ans, entre 1979 et 1998. Au sein de cet espace, dictée par une entière liberté d’action et hors de toute commande, Niki de Saint Phalle conçoit vingt-deux sculptures colossales et colorées, symbolisant les arcanes majeurs du tarot divinatoire. Le livre Niki de Saint-Phalle. Le jardin des Tarots est accompagné de clichés inédits réalisés par le photographe Laurent Condominas.
Elle publie la bande dessinée Séducteurs de rue en 2016. La bande dessinée co-réalisée avec Léon Maret pour la collection Sociorama, décrypte les différentes techniques de drague observées depuis une dizaine d'années dans les rues des grandes villes occidentales,.
En 2017, elle publie Alpha mâle, Séduire les femmes pour s'apprécier entre hommes. Pendant trois années, l'anthropologue a analysé le comportement de jeunes hommes qui intègrent la drague comme une pratique animale et ultra-codifiée. Mettant tout en œuvre pour retrouver une hégémonie masculiniste, les Alpha mâles ou Communauté de la Séduction, se définissent comme un groupe d'hommes majoritairement blancs et de classes moyennes ou supérieures, dont les comportements parfois violents répondent à une forme d'oppression féminine dont ils se disent être les victimes.
Au cours de cette enquête, Mélanie Gourarier a notamment écumé les bars et participé à de nombreux ateliers et séminaires de séduction.[réf. nécessaire] Pour l'auteure : « La masculinité contemporaine, c’est se gouverner soi-même pour mieux gouverner les autres ».

### Ouvrages
- Niki de Saint-Phalle. Le jardin des Tarots, photographies de Laurent Condominas, Actes Sud, 112p, 2010,  (ISBN 2742789197)
- Séducteurs des rues, avec Léon Maret, Casterman, Collection : Sociorama, 158p, 2016,  (ISBN 220309527X)
- Alpha mâle, Séduire les femmes pour s'apprécier entre hommes, Seuil, La Couleur des idées, 240p, 2017,  (ISBN 2021290263)

### Articles
- La Communauté de la séduction. Des apprentissages masculins, Ethnologie française, vol.43, no 3, p. 425-432, 2013
- Quand le trouble amoureux contrarie le masculin : la gestion des émotions amoureuses au sein de la Communauté de la séduction en France, Sociologie et sociétés, vol.46, no 1, p. 37-57, 2014
- Désaffecter la galanterie masculine. La redistribution des transactions hétérosexuelles au sein de la Communauté de la séduction en France, Pensée Plurielle, n °33-34, p. 213-223, 2014
- Le mauvais genre de l’Internet. Séducteurs des rues/séducteurs de la toile, Hermès, no 69/2, p. 45-49, 2014